# 加藤歩 (アナウンサー)
加藤 歩（かとう あゆみ、1974年7月14日 - ）は、名古屋テレビ放送（メ〜テレ）の社員で元アナウンサー。静岡県三島市出身。血液型O型。静岡県立三島北高等学校→法政大学文学部英文学科卒業。

## 来歴
大学卒業後、NHK名古屋放送局、NHK千葉放送局キャスターを経て2000年4月に名古屋テレビに入社。入社以来、ニュース番組を中心に出演し続けている。
2011年3月末アナウンス部より他部署へ異動。2020年7月現在報道部

## 人物
- 趣味は演劇鑑賞、料理、ゴルフ。特技は珠算（1級）、スクーバダイビング（初級）。
- 2006年2月に第1子を出産した。現在は2児の母。

## 過去の担当番組
- 日本列島ふるさと発（NHK-BS）[1]
- 夕べのひととき（NHK-FM名古屋）[1]
- こんにちはいっと6けん（NHK総合・首都圏）[3]
- ニュースTRYあんぐる（メインキャスター） → TRYあんぐる（『あんぐる探偵団』担当、『怒〜なの!』担当）
- メ〜テレワイド スーパーJチャンネル（フィールドキャスター）
- UP! （リポーター）
- メ〜テレNEWS
- どですか! （メ〜テレNEWS）